# Jérôme Eugène Coggia
Jérôme Eugène Coggia (født 23. februar 1849 i Ajaccio, død 15. januar 1919) var en fransk astronom.
Coggia ansattes 1866 ved observatoriet i Marseille og var siden 1873 Astronome adjoint sammesteds. Coggia er især kendt for sine opdagelser af flere kometer, deriblandt kometen 1874 III, og en del asteroider. I fagtidsskrifter har han publiceret talrige observationer af kometer og planeter. Coggia trak sig tilbage fra sin stilling ved observatoriet i Marseille 1917.